# Ixora riparum
Ixora riparum är en måreväxtart som beskrevs av Kurt Krause. Ixora riparum ingår i släktet Ixora och familjen måreväxter. Inga underarter finns listade i Catalogue of Life.